# Peg Phillips

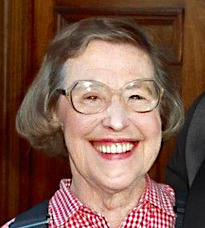
Peg Phillips (1993)

Peg Phillips (* 20. September 1918 in Everett, Washington; † 7. November 2002 in Seattle, Washington), geboren als Margaret Linton, war eine US-amerikanische Schauspielerin, die durch ihre Rolle der Ladenbesitzerin Ruth-Anne Miller in der Fernsehserie Ausgerechnet Alaska bekannt wurde.

## Leben
Phillips wurde als Margaret Linton geboren und war die Tochter von Charles und Myrtle Linton. Bereits seit ihrem vierten Lebensjahr wollte die gläubige Unitarierin Schauspielerin werden.
Sie war mit dem US-Marine Daniel Greene in erster Ehe verheiratet; Greene war im Hawaii-Territorium stationiert, als der Angriff auf Pearl Harbor stattfand. In den 1950er Jahren war sie mit Chester Phillips verheiratet und erlitt in dieser Zeit einen beinahe tödlichen Anfall von „Polio und eine schwere Bauchinfektion“. Beide Ehen wurden geschieden.
Aus ihren Beziehungen gingen drei Töchter, Elizabeth, Kathy und Virginia, und ein Sohn, Arthur, hervor.
Sie lebte von Anfang bis Mitte der 1960er Jahre mit ihren Töchtern Kathy und Virginia und ihrem Sohn Arthur in Santa Cruz, Kalifornien; ihre älteste Tochter Elizabeth hatte bereits den Haushalt verlassen. Während dieser Zeit arbeitete sie als Buchhalterin bei Sweet Service und trat in ihrer Freizeit über lokale Theatergruppen im Abendtheater auf. Nach eigener Aussage war ihr Lieblingsstück Meine Braut ist übersinnlich.
Nach dem Ende ihrer beruflichen Laufbahn im Rechnungswesen kehrte Phillips nach Washington zurück, um an der Universität von Washington  Schauspiel zu studieren, schloss ihr Studium jedoch nicht ab, da sie „anfing, so viel Arbeit zu bekommen.“
1995 kam es während einer Herzoperation zu einem Aortenaneurysma.
Phillips starb im Alter von 84 Jahren an einer Lungenerkrankung; wie ihre Figur in Ausgerechnet Alaska war sie seit ihrem dreizehnten Lebensjahr eine starke Raucherin. Ihr Sohn Arthur starb bereits 1970 und ihre zweite Tochter Kathy starb ebenfalls vor ihrem Tod. Sie wurde von ihren Töchtern Elizabeth und Virginia überlebt.

## Karriere
Phillips begann erst spät mit der professionellen Schauspielerei in ihren sechziger Jahren. Ihr Debüt hatte sie 1985 in einer Nebenrolle in dem für das Fernsehen produzierten Film Chase.
Bekannt wurde sie mit der Fernsehserie Ausgerechnet Alaska, für die sie zusammen mit dem übrigen Ensemble 1995 für die Screen Actors Guild Awards in der Kategorie „Outstanding Performance by an Ensemble in a Comedy Series“ nominiert wurde.
In der Serie, die von 1990 bis 1995 produziert wurde, spielte sie die Ladenbesitzerin Ruth-Anne Miller in der fiktiven Stadt „Cicely in Alaska“. Ihre Figur sollte nur zeitweise in der Serie erscheinen, wurde dann aber zu einer regulären Rolle ausgebaut.
Für ihre Darstellung erhielt sie 1993 eine Emmy-Nominierung in der Kategorie „Outstanding Supporting Actress in a Drama Series“ und 1994 eine Nominierung für den Q-Award in der Kategorie „Best Supporting Actress in a Quality Drama Series“ der Organisation Viewers for Quality Television (VQT).
Nach dem Ende der Dreharbeiten von Ausgerechnet Alaska folgten mehrere Gastrollen in Serien und Filmen. So spielte sie zwischen 1996 und 1999 in vier Folgen der Fernsehserie Eine himmlische Familie mit und verkörperte Natty, die Großmutter der von Mary-Kate und Ashley Olsen gespielten Charaktere in Abenteuer auf der Wildwasser-Ranch.
1998 gründete sie das Woodinville Repertory Theatre in Woodinville, Washington, und war bis zu ihrem Tod dessen künstlerische Leiterin.
Ihre letzte Rolle im Fernsehen hatte sie im Jahr 2000 in einer Folge der Fernsehserie Emergency Room – Die Notaufnahme.

## Filmografie (Auswahl)

### Filme
- 1985: Die Todesjagd (Chase, Fernsehfilm)
- 1990: Zeichen und Wunder (Waiting for the Light)
- 1991: Dogfight
- 1994: Abenteuer auf der Wildwasser-Ranch (How the West Was Fun, Fernsehfilm)
- 1996: Jerry Maguire – Spiel des Lebens (Jerry Maguire)

### Serien
- 1990–1995: Ausgerechnet Alaska (Northern Exposure, 104 Episoden)
- 1996: Susan (Episode 1x07)
- 1996: Boston Common (Episode 2x08)
- 1996: Ein Hauch von Himmel (Touched by an Angel, Episode 3x12)
- 1996–1999: Eine himmlische Familie (7th Heaven, 4 Episoden)
- 2000: Emergency Room – Die Notaufnahme (ER, Episode 6x11)